# Pyridiniumchlorid
Pyridiniumchlorid je organická sloučenina s funkčním vzorcem C5H5NHCl.

## Příprava
Pyridiniumchlorid lze připravit probubláváním plynného chlorovodíku roztokem pyridinu v diethyletheru.
{\displaystyle {\ce {C5H5N + HCl -> C5H6N+Cl- v}}}

## Kyselost
Vzhledem k přítomnosti pyridiniového kationtu má pyridiniumchlorid hodnotu disociační konstanty přibližně 5 (mírně kyselejší než typické aminy). Tato vlastnost je dána hybridizací dusíku; samotný dusík je sp2-hybridizovaný a tedy elektronegativnější v porovnání s dusíky v amonných kationtech, které jsou sp3-hybridizované. Z těchto důvodů jsou pyridiniové sloučeniny silnějšími kyselinami než aminy, a proto mohou být snadněji deprotonovány pomocí zásad.